# Schytkawitschy

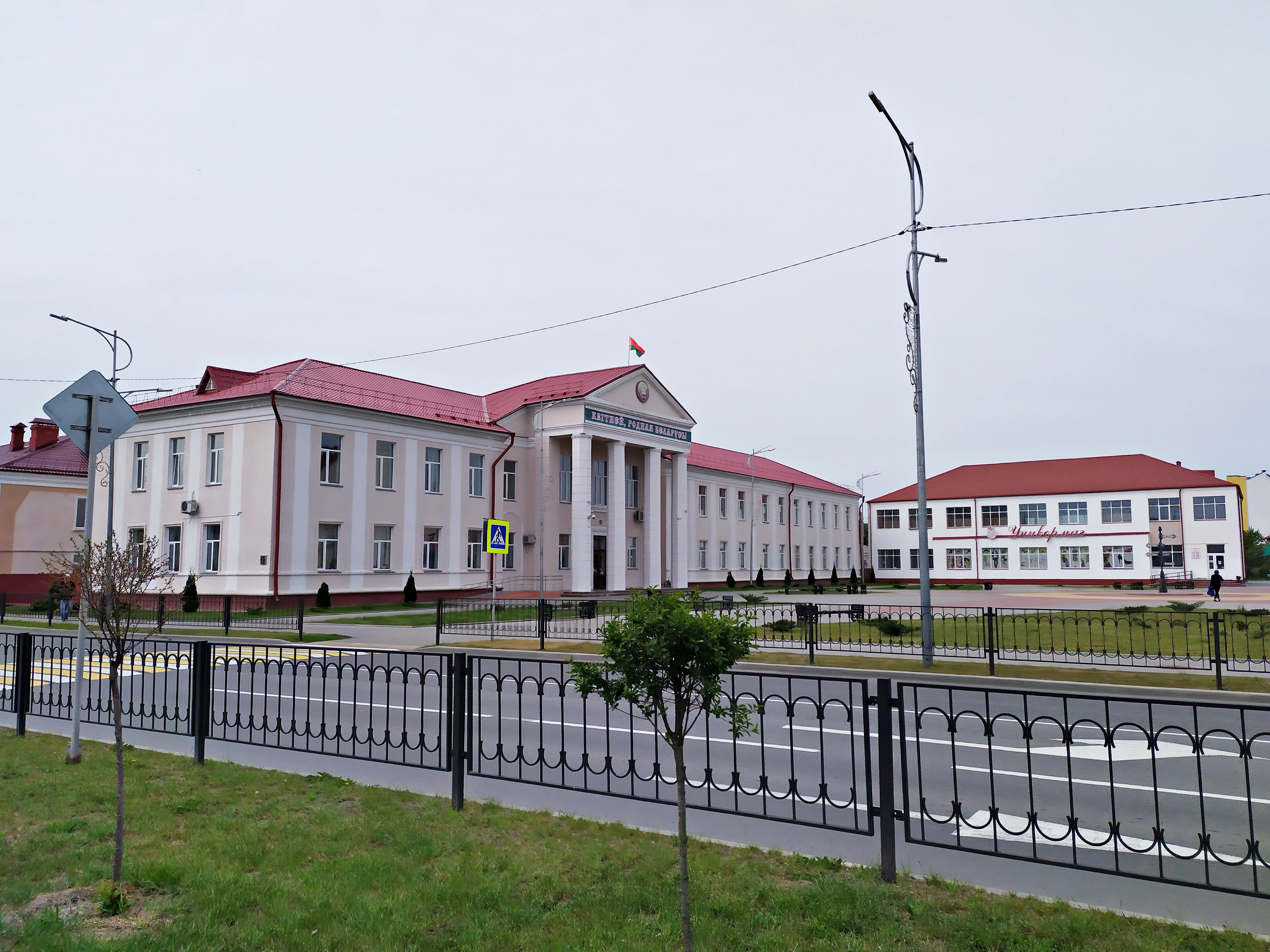
Zentraler Platz und Rathaus der Stadt

Schytkawitschy (belarussisch Жыткавічы (Łacinka Žytkavičy); russisch Житковичи Schitkowitschi, polnisch Żytkowicze) ist eine Stadt und das administrative Zentrum des Rajon Schytkawitschy im Süden der Republik Belarus mit etwa 16.000 Einwohnern (2020).
Die Stadt liegt im Westen der Homelskaja Woblasz 235 km westlich vom Oblastzentrum Homel und 120 km westlich der Stadt Masyr.
Schytkawitschy besitzt einen Bahnhof an der Eisenbahnstrecke Homel–Luninez. Im Westen und Süden der Stadt befindet sich das Botanische Schutzgebiet Schytkawitschy (Жыткавіцкі батанічны заказнік Schytkawizki batanitschny sakasnik) von nationaler Bedeutung.
Durch die Stadt verläuft die Regionalstraße P–88, die nördlich von Schytkawitschy auf die Fernstraße M10 trifft.

## Geschichte

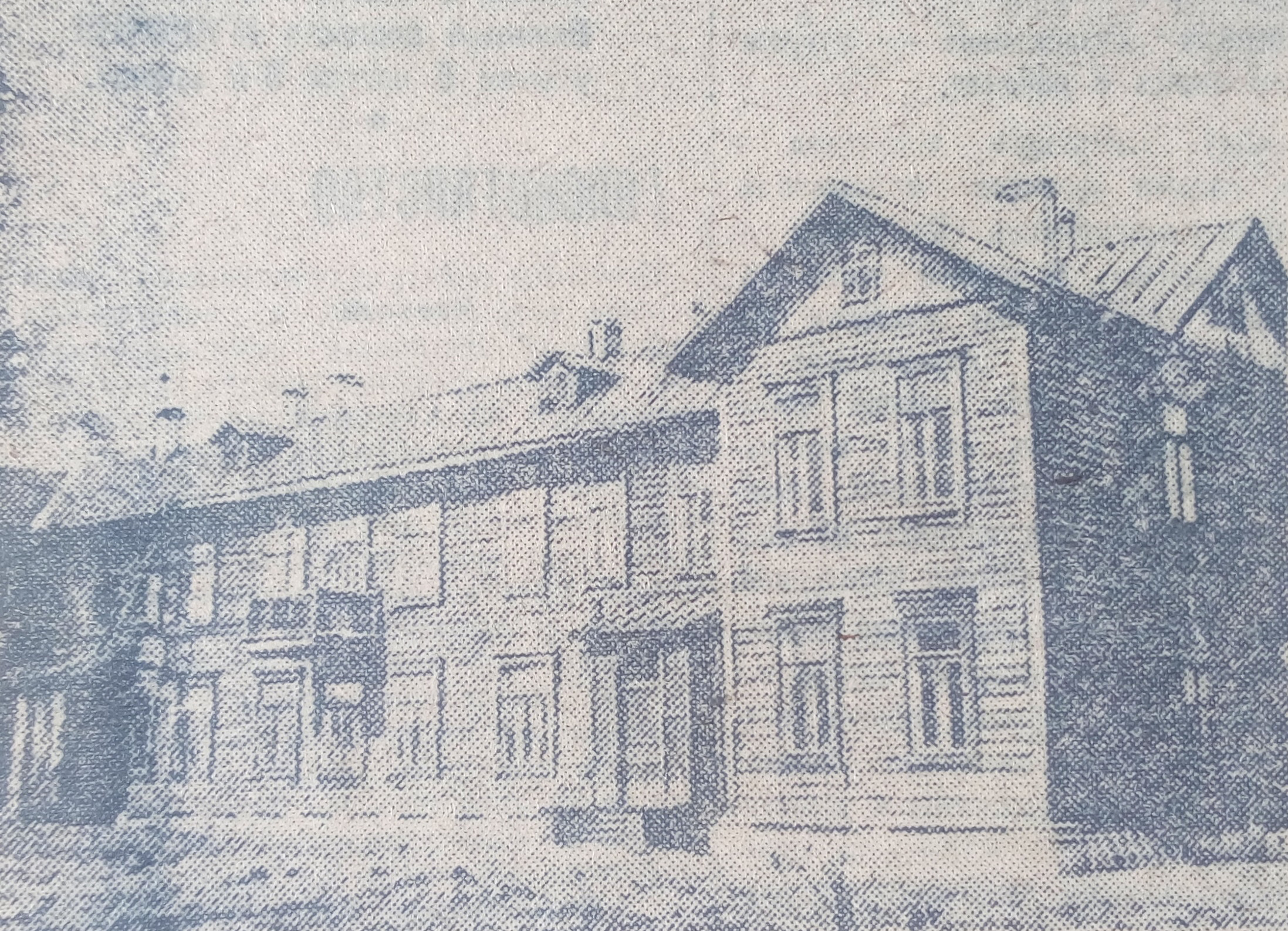
Krankenhaus 1937

Die im Großfürstentum Litauen gelegene Ortschaft wurde erstmals 1457 schriftlich erwähnt. Seit 1581 gab es die aus Holz erbaute Dreifaltigkeitskirche. Bis zur zweiten polnischen Teilung 1793 lag die Siedlung in der Woiwodschaft Nowogródek des Großfürstentums Litauen und kam dann an das Gouvernement Minsk des Russischen Kaiserreiches. Zwischen 1795 und dem 17. Juli 1924 war Schytkawitschy das Gemeindezentrum einer Gemeinde in Bezirk Mozyr, zu der 1885 13 Siedlungen gehörten. Nach der Fertigstellung der Bahnstrecke wurde im Februar 1886 der Bahnhof der Stadt in Betrieb genommen.
Während des Ersten Weltkriegs war die Ortschaft 1918 von deutschen Truppen besetzt und nach dem Krieg wurde Schytkawitschy Bestandteil der BSSR innerhalb der Sowjetunion. Von August 1941 bis 6. Juli 1944 war die Ortschaft von der Wehrmacht besetzt. 1971 erhielt Schytkawitschy den Status einer Stadt. Seit dem Zerfall der Sowjetunion 1991 ist die Stadt Teil der Republik Belarus.

## Demografische Entwicklung
| Jahr      | 1866 | 1923  | 1926  | 1939  | 1959  | 1970  | 1979   | 1989   | 1999   | 2009   | 2020   |
| --------- | ---- | ----- | ----- | ----- | ----- | ----- | ------ | ------ | ------ | ------ | ------ |
| Einwohner | 644  | 2.421 | 2.881 | 4.349 | 6.730 | 7.879 | 11.175 | 15.518 | 17.100 | 15.893 | 16.100 |

Quellen: 1866; 1923–1970; 1979–2020